# Euphorbia clava

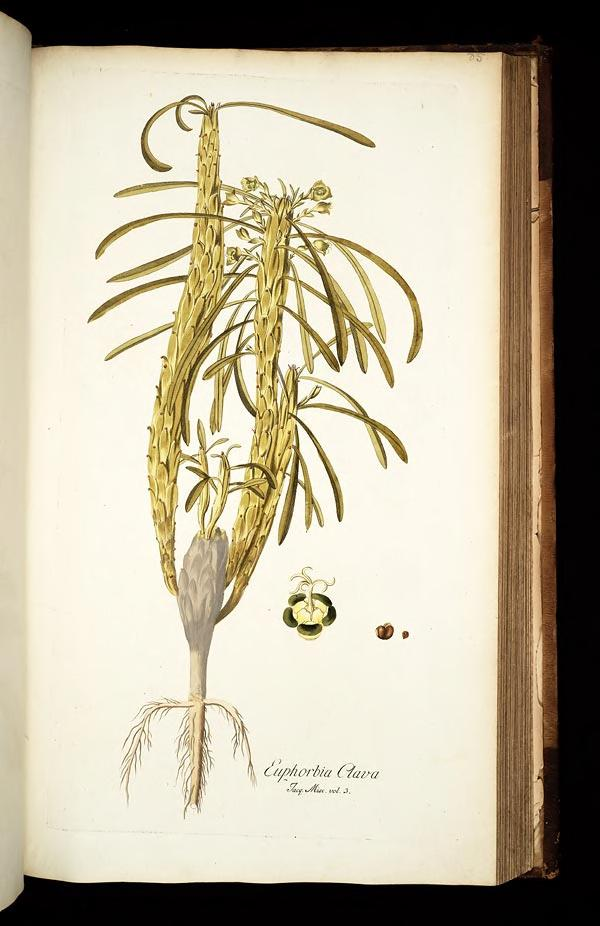
Illustration aus der Erstbeschreibung von 1784

Euphorbia clava ist eine Pflanzenart aus der Gattung Wolfsmilch (Euphorbia) in der Familie der Wolfsmilchgewächse (Euphorbiaceae).

## Beschreibung
Die sukkulente Euphorbia clava bildet Sträucher mit einem einfachen Stamm und bis in eine Höhe von 1,3 Meter aus. Der sich zur Basis verjüngende Stamm wird bis 5,5 Zentimeter dick und ist nur wenig verzweigt. Die aufrechten Triebe werden 2,5 Zentimeter dick und sind durch die bis 1,7 Millimeter großen, hervortretende Warzen gemustert. Die linealischen Blätter sind sitzend und werden bis 13 Zentimeter lang und 0,6 Zentimeter breit.
Der Blütenstand besteht aus einzelnen Cyathien, die an 7,5 bis 17,5 Zentimeter langen Stielen stehen. An diesen langlebigen Stielen werden drei bis sechs unfruchtbare Tragblätter ausgebildet, die bis 10 Millimeter lang und 6 Millimeter breit werden. An den etwa 8 Millimeter großen Cyathien stehen jeweils drei eiförmige Hüllblätter die 10 Millimeter lang und 8 Millimeter breit werden. Die länglichen Nektardrüsen sind dunkelgrün gefärbt und stoßen aneinander. Die nahezu kugelförmige Frucht ist sitzend und wird 8 Millimeter groß. Sie enthält den eiförmigen Samen der eine runzelige Oberfläche besitzt.

## Verbreitung und Systematik
Euphorbia clava ist in der südafrikanischen Provinz Ostkap verbreitet.
Die Erstbeschreibung der Art erfolgte 1784 durch Nikolaus Joseph von Jacquin.